# Antonello Geleng
Massimo Antonello Geleng, né le 26 juin 1946 à Milan (Lombardie), est un chef décorateur et costumier de cinéma italien.

## Biographie
Fils de Rinaldo Geleng (it), peintre et affichiste romain aux lointaines origines allemandes, il a suivi son travail dès son plus jeune âge, se spécialisant dans les décors et les productions théâtrales. Il a créé les décors de nombreux films de genre italiens pour des réalisateurs tels que Dario Argento et Michele Soavi.
Il a remporté un Ciak d'oro et un David di Donatello du meilleur décorateur en 1994, pour le film Dellamorte Dellamore.

## Filmographie

### Chef décorateur
- 1977 : Nel più alto dei cieli (it) de Silvano Agosti
- 1978 : La Montagne du dieu cannibale (La montagna del dio cannibale) de Sergio Martino
- 1978 : Les lycéennes redoublent (La liceale nella classe dei ripetenti)  de Mariano Laurenti
- 1979 : Le Continent des hommes-poissons (L'isola degli uomini pesce) de Sergio Martino
- 1980 : Contamination de Luigi Cozzi
- 1980 : Cannibal Holocaust de Ruggero Deodato
- 1981 : Reste avec nous, on s'tire (La poliziotta a New York) de Michele Massimo Tarantini
- 1983 : 2019 après la chute de New York (2019 - Dopo la caduta di New York) de Sergio Martino
- 1983 : Hercule (Hercules) de Luigi Cozzi
- 1983 : Le Chevalier du monde perdu (I predatori dell'anno Omega) de David Worth
- 1984 : Conqueror (She) d'Avi Nesher
- 1984 : Le Monstre de l'océan rouge (Shark - Rosso nell'oceano) de Lamberto Bava
- 1984 : Autorisé à tuer (Impatto mortale) de Fabrizio De Angelis
- 1984 : Le Temple du dieu Soleil (I sopravvissuti della città morta) d'Antonio Margheriti
- 1985 : Les Aventures d'Hercule (Le avventure dell'incredibile Ercole) de Luigi Cozzi
- 1986 : Atomic Cyborg (Vendetta dal futuro) de Sergio Martino
- 1986 : Attention privés ! (Asilo di polizia) de Filippo Ottoni
- 1987 : Sentences de mort (Le foto di Gioia) de Lamberto Bava
- 1988 : La maschera de Fiorella Infascelli
- 1988 : L'Antichambre de l'enfer (Una notte al cimitero) de Lamberto Bava
- 1988 : L'Auberge de la vengeance (Per sempre) de Lamberto Bava
- 1988 : La Maison de l'ogre (La casa dell'orco) de Lamberto Bava
- 1988 : Le Château de Yurek (A cena col vampiro) de Lamberto Bava
- 1989 : Sanctuaire (La chiesa) de Michele Soavi
- 1991 : La Secte (La setta) de Michele Soavi
- 1992 : Le Maître de la terreur (Il maestro del terrore) de Lamberto Bava
- 1992 : Un ours nommé Arthur (Un orso chiamato Arturo) de Sergio Martino
- 1993 : Le Long silence (Il lungo silenzio) de Margarethe von Trotta
- 1994 : Dellamorte Dellamore de Michele Soavi
- 1995 : La Reine des hommes-poissons (La regina degli uomini pesce) de Sergio Martino
- 1996 : Le Syndrome de Stendhal (La sindrome di Stendhal) de Dario Argento
- 1997 : Le Masque de cire (M.D.C. - Maschera di cera) de Sergio Stivaletti
- 1998 : Le Fantôme de l'Opéra (Il fantasma dell'opera) de Dario Argento
- 1998 : Malefemmene de Fabio Conversi
- 1998 : Rewind de Sergio Gobbi
- 1999 : Amor nello specchio de Salvatore Maira
- 2009 : L'ultimo re (it) d'Aurelio Grimaldi
- 2001 : Le Sang des innocents (Non ho sonno) de Dario Argento
- 2004 : Card Player (Il cartaio) de Dario Argento

### Chef décorateur et chef costumier
- 1980 : La Secte des cannibales (Mangiati vivi!) d'Umberto Lenzi
- 1980 : Frayeurs (Paura nella città dei morti viventi) de Lucio Fulci
- 1980 : La Maison au fond du parc (La casa sperduta nel parco) de Ruggero Deodato
- 1982 : Crime au cimetière étrusque (Assassinio al cimitero etrusco) de Sergio Martino
- 1984 : Le Monstre de l'océan rouge (Shark - Rosso nell'oceano) de Lamberto Bava